# Earl of Portsmouth

Familienwappen der Earls of Portsmouth

Earl of Portsmouth ist ein erblicher britischer Adelstitel in der Peerage of Great Britain.
Familiensitz der Earls ist Farleigh House in Farleigh Wallop, Hampshire.

## Verleihung und nachgeordnete Titel
Der Titel wurde am 11. April 1743 für den ehemaligen Unterhausabgeordneten John Wallop, 1. Viscount Lymington, geschaffen.
Bereits am 11. Juni 1720 war er zum Viscount Lymington, in the County of Southampton, und Baron Wallop, of Wallop in the County of Southampton, erhoben worden.
Heutiger Titelinhaber ist Quentin Wallop als 10. Earl.

## Liste der Earls of Portsmouth (1743)
- John Wallop, 1. Earl of Portsmouth (1690–1762)
- John Wallop, 2. Earl of Portsmouth (1742–1797)
- John Wallop, 3. Earl of Portsmouth (1767–1853)
- Newton Fellowes, 4. Earl of Portsmouth (1772–1854)
- Isaac Wallop, 5. Earl of Portsmouth (1825–1891)
- Newton Wallop, 6. Earl of Portsmouth (1856–1917)
- John Wallop, 7. Earl of Portsmouth (1859–1925)
- Oliver Wallop, 8. Earl of Portsmouth (1861–1943)
- Gerard Wallop, 9. Earl of Portsmouth (1898–1984)
- Quentin Wallop, 10. Earl of Portsmouth (* 1954)

Titelerbe (Heir apparent) ist der Sohn des aktuellen Titelinhabers, Oliver Wallop, Viscount Lymington (* 1981).